# Batalha de Cabira
A Batalha de Cabira ou Batalha de Cabeira foi travada em 72 (ou 71 a.C.) entre as forças da República Romana, lideradas por Lúcio Licínio Lúculo, e as do Reino do Ponto, comandadas pelo próprio rei Mitrídates VI, e terminou numa decisiva vitória romana.

## Contexto
O Reino da Bitínia foi deixado como herança à República Romana depois da morte do rei Nicomedes IV em 74 a.C.. Mitrídates VI, que almejava para si o território havia muito tempo, invadiu a Bitínia em 73 a.C. pressionando a pequena guarnição romana e isolando-a de qualquer tentativa de assistência. Lúculo estava na Cilícia e imediatamente partiu para enfrentar o exército pôntico.
Lúculo rapidamente cercou Cízico, iniciou uma campanha naval contra a marinha de Mitrídates no Êuxino (mar Negro) e esmagou um contingente de tropas pônticas na Batalha do Ríndaco. Sem conseguir capturar Cízico antes da chegada do inverno, Mitrídates foi forçado a levantar o cerco. Ele fugiu por mar enquanto suas tropas tentaram chegar por terra até o porto de Lâmpsaco. O exército pôntico foi repetidamente fustigado por Lúculo, que finalmente conseguiu forçar um combate na confluência dos rios Esopo  e Granico. O outro general romano na guerra, Marco Aurélio Cota, avançou sobre Heracleia Pôntica e cercou a cidade, que só caiu em 71 a.C.

## Batalha
Sem a confirmação de seu comando pelo Senado Romano, Lúculo invadiu o Ponto pelo leste. No verão de 72 (ou 71 a.C.), ele chegou até o vale do Lico e, depois de perder uma escaramuça inicial contra a cavalaria pôntica, Lúculo assumiu uma posição defensiva nas colinas em frente a Cabira. Inicialmente nenhum dos dois exércitos tomou a iniciativa.
As linhas de suprimento de Lúculo vinham desde a Capadócia e um ataque pôntico numa caravana de cereais vinda de lá se transformou numa batalha decisiva quando Lúculo percebeu que o vale estreito no local limitava a efetividade da cavalaria pôntica. Os romanos venceram e a desordem provocada pelos preparativos para a fuga de Mitrídates acarretou na perda total do acampamento para os romanos.

## Eventos posteriores
A batalha foi um ponto de inflexão na guerra contra Mitrídates, que foi forçado a fugir, sem dinheiro e sem exército, para a corte de seu genro e aliado, Tigranes, da Armênia. Lúculo continuou a campanha com vários cercos pela Ponto e organizou a região como uma nova província romana, a Bitínia e Ponto. Ápio Cláudio Pulcro foi enviado até a Armênia para exigir a entrega de Mitrídates. Tigranes se recusou e se preparou para enfrentar os romanos.